# Bugganipalle
Bugganipalle é uma vila no distrito de Kurnool, no estado indiano de Andhra Pradesh.

## Demografia
Segundo o censo de 2001, Bugganipalle tinha uma população de 11 470 habitantes. Os indivíduos do sexo masculino constituem 51% da população e os do sexo feminino 49%. Bugganipalle tem uma taxa de literacia de 58%, inferior à média nacional de 59,5%; com a taxa de alfabetização sendo de 70% entre homens e de 45% entre mulheres. 12% da população está abaixo dos 6 anos de idade.